# Sparrow (film, 2010)
Pour les articles homonymes, voir Sparrow.
Pour plus de détails, voir Fiche technique et Distribution.
Sparrow est un film d'horreur britannico-polonais réalisé par Shaun Troke, sorti en 2010.

## Fiche technique
- Titre anglais : Sparrow
- Titre polonais : Wróbel
- Réalisation : Shaun Troke
- Scénario : Justin Di Febo et Matthew Mosley
- Montage : Pawel Slawek
- Musique : Jakub Gawlina et Bartlomiej Wozniak
- Langue :  anglais
- Producteur : Wojciech Stuchlik et Tomasz Tokarski
- Production : East Pictures, Wojciech Stuchlik Film Production
- Lieux de tournage : Katowice, Pologne
- Durée : 72 min
- Pays :  Royaume-Uni,  Pologne
- Dates de sortie : 
  -  Pologne
    - octobre 2010 (Polish Horror Festiwal)
    - 29 octobre 2010

  -  États-Unis octobre 2010 (Vermont International Film Festival)
  -  Afrique du Sud octobre 2010 (South African HORRORFEST)

## Distribution
- Faye Sewell : Cindy
- Thomas James Longley (en) : Matt
- Alexis Jayne Defoe : Dawn
- Eric Kolelas (arz) : Duncan
- Sarah Linda (en) : Kirsty
- Jack W. Carter : Sitcom
- Jordan Greenhough : Alex
- Nikki Harrup : Tina
- Leonora Lim-Moore : Pam
- Joseph Stacey : Tim
- Jennifer Karen : Heather